# Tow Mater

Sir Tow Mate, KBE, mais conhecido como Tow Mate ou simplesmente Mate, é um personagem fictício do filme de animação Carros nascido possívelmente no interior do Texas, criado pela Pixar nascido entre 1956 a 1966 tem entre 40 a 50 anos em Carros. Sendo um dos personagens principais de Cars e suas sequências, Cars 2 e Cars 3, bem como Cars Toons. Ele é dublado por Larry the Cable Guy e inspirado em um caminhão de reboque International Harvester 1956-1957 . Retratado como namorado e melhor amigo de Holley Shiftwell e melhor amigo e ajudante de Lightning McQueen, ele teve um papel importante em Cars Toons: Tall's Tales e em outras mídias relacionadas a Cars.

## Caracterização
O personagem Mate fala com um sotaque do sul dos Estados Unidos e freqüentemente usa sintaxe incorreta. A pessoa da vida real que inspirou a voz de Mate é Harley Russell, de Erick, Oklahoma, na Rota 66 . A voz natural de Harley tem o mesmo som e os mesmos maneirismos que Mate. A personalidade final de Mate foi baseada em seu dublador, Larry the Cable Guy, e ele usa muitas das frases de efeito de Larry, incluindo "Git-R-Done" durante a sequência final da corrida e "Eu não me importo com quem você é; isso é engraçado, certo? lá "durante a inclinação do tratorcena. Larry the Cable Guy, passou um tempo com Harley Russell para aprender a voz do personagem. Um DVD de carros "Rev'd Up" lançado como bônus de 2006 nas lojas Target descreve Mate como inspirado em um caminhão Dodge de 1957.
A cor de Mate era originalmente azul bebê, como mostrado em um flashback quando ele era jovem; no entanto, ao longo dos anos, ele se transformou em uma colcha de retalhos de cor marrom e laranja, com parte do azul ainda aparecendo. Ele está com saudades do capuz e do farol esquerdo. No curto Mate e a Luz Fantasma, seu farol direito também caiu. Durante os primeiros créditos do filme Cars, Mate pescou seu capuz de um penhasco no Tailfin Pass, e seu capuz mostrou mais de sua cor original do que o resto de Mate. Mas então Mate espirrou, fazendo com que o capô caísse de volta pelo penhasco. O número da sua placa é A113. Mate também é capaz de competir, além de ser o melhor piloto do mundo (auto-proclamado). Ele atribui sua habilidade a seus espelhos retrovisores e a sua própria filosofia: "Não precisa saber para onde estou indo, só precisa saber para onde estive". Ele ensina a Lightning essa habilidade e se orgulha quando a usa na corrida da Piston Cup, orgulhosamente dizendo à equipe atordoada de Chick: "Eu ensinei isso a ele!" Isso foi observado ainda em Carros 2, quando Mate se afasta de McQueen (para que ele possa tirar a bomba que estava presa em seu filtro de ar longe do alcance de McQueen), ele foi capaz de evitar colidir, um ato que deixou Darrell Cartrip dizendo: "Ele deve ser o melhor piloto do mundo".
Em Cars 2, Mate exibe um vasto conhecimento enciclopédico, como conhecimento de peças e motores automotivos. Ele responde corretamente a uma pergunta de código referente ao Volkswagen Karmann Ghia feita pelo agente de inteligência britânico Holley Shiftwell, levando-a a confundi-lo com um agente americano que ela deveria conhecer. Mais tarde, quando Shiftwell e seu parceiro, Finn McMissile, mostram a Mate uma fotografia do motor de um carro misterioso, ele o identifica à vista e aponta as peças de reposição usadas para mantê-lo funcionando. Seu conhecimento incrível ajuda McMissile e Shiftwell a capturar Sir Miles Axlerod, o principal vilão deste filme. Mate recebe um título de cavaleiro honorário pela rainha da Inglaterra.

## Aparições

### Carros
Mate dirige "Tow Mate Towing & Salvage" e é o primeiro a fazer amizade e apoiar Lightning ao longo de sua aventura em Radiator Springs. Durante o filme, Mate mostra a Lightning como fazer "Tractor-Tippin '" e como dirigir para trás sem bater, uma técnica que Lightning usa para combater as corridas sujas de Chick Hicks no desempate da Piston Cup. No final, McQueen pede a Tex para dar a Mate a oportunidade de voar em um helicóptero Dinoco como ele sempre quis, dizendo a Sally que Mate é seu melhor amigo .

### Carros 2
A amizade de Mate com Lightning McQueen cresceu, com um longo aperto de roda de melhor amigo para provar isso. Mate valoriza cada dente feito durante suas aventuras com Lightning como símbolo de sua amizade. Na tentativa de defender seu amigo contra o rival Francesco Bernoulli, Mate leva Lightning a disputar o Grande Prêmio do Mundo. Os raios, por sua vez, convidam Mate a se juntar a ele, e eles partiram de Radiator Springs para Tóquio para a primeira corrida. Mate logo é confundido com um agente secreto americano e preso no mundo dos espiões. Agente Holley Shiftwell interpreta o interesse amoroso de Mate; Mate é hipnotizada por sua beleza e se apaixona por ela imediatamente. Durante a primeira corrida, Mate acidentalmente causa uma falta de comunicação que custa McQueen à corrida; resultando em McQueen atacando Mate e dizendo que ele não quer mais sua ajuda. De fato, McQueen sugere que as travessuras de Mate são a razão pela qual McQueen normalmente não o leva para suas corridas. Sentindo-se triste e muito culpado, Mate decide voltar para casa, apenas para continuar sua "missão" com os agentes britânicos. Mate finalmente resolve o mistério do Grande Prêmio do Mundo durante a terceira e última corrida em Londres, e recebe um título de cavaleiro honorário por sua bravura. No final do filme .

### Carros 3
Mate assume um papel mais coadjuvante em Carros 3. Mate continua sendo o melhor amigo e defensor de McQueen, nunca perdendo nenhuma corrida para mostrar orgulhosamente muito apoio, chegando a usar as melhores mercadorias vestíveis. Ele também está lá com Sally para confortar McQueen depois que ele cai, e está entre os demais residentes de Radiator Springs, testemunhando que McQueen finalmente tomou a decisão de continuar correndo. Mais tarde, no meio do filme, McQueen, pouco otimista, liga para Mate pelo telefone do FaceTime, e os dois têm uma conversa agradável e emocionante. McQueen pede ajuda a Mate depois de ver que Jackson Storm, um carro, tem um novo recorde de velocidade, com potencial para vencer Lightning McQueen. Em resposta, Mate inconscientemente sugere que McQueen rastreie e obtenha alguns conselhos do mentor de Doc Hudson, Smokey. Ele é visto estar ciente dos planos egoístas de Sterling sob suas palavras e compra McQueen algum tempo ao distraí-lo de impedir que McQueen faça com que Cruz Ramirez o substitua na corrida. Ele também é visto com todos em Radiator Springs quando Lightning mostra sua nova aparência. Em uma cena pós-créditos, Mate está cantando uma música engraçada e está limpando o lote dele, e quando o telefone toca, ele fica assustado e pula de susto e, inadvertidamente, bate na antena da recepção junto com os pneus caindo do telhado do barraco, e o FaceTime no telefone fica morto, para sua consternação.